# 인텔리마우스

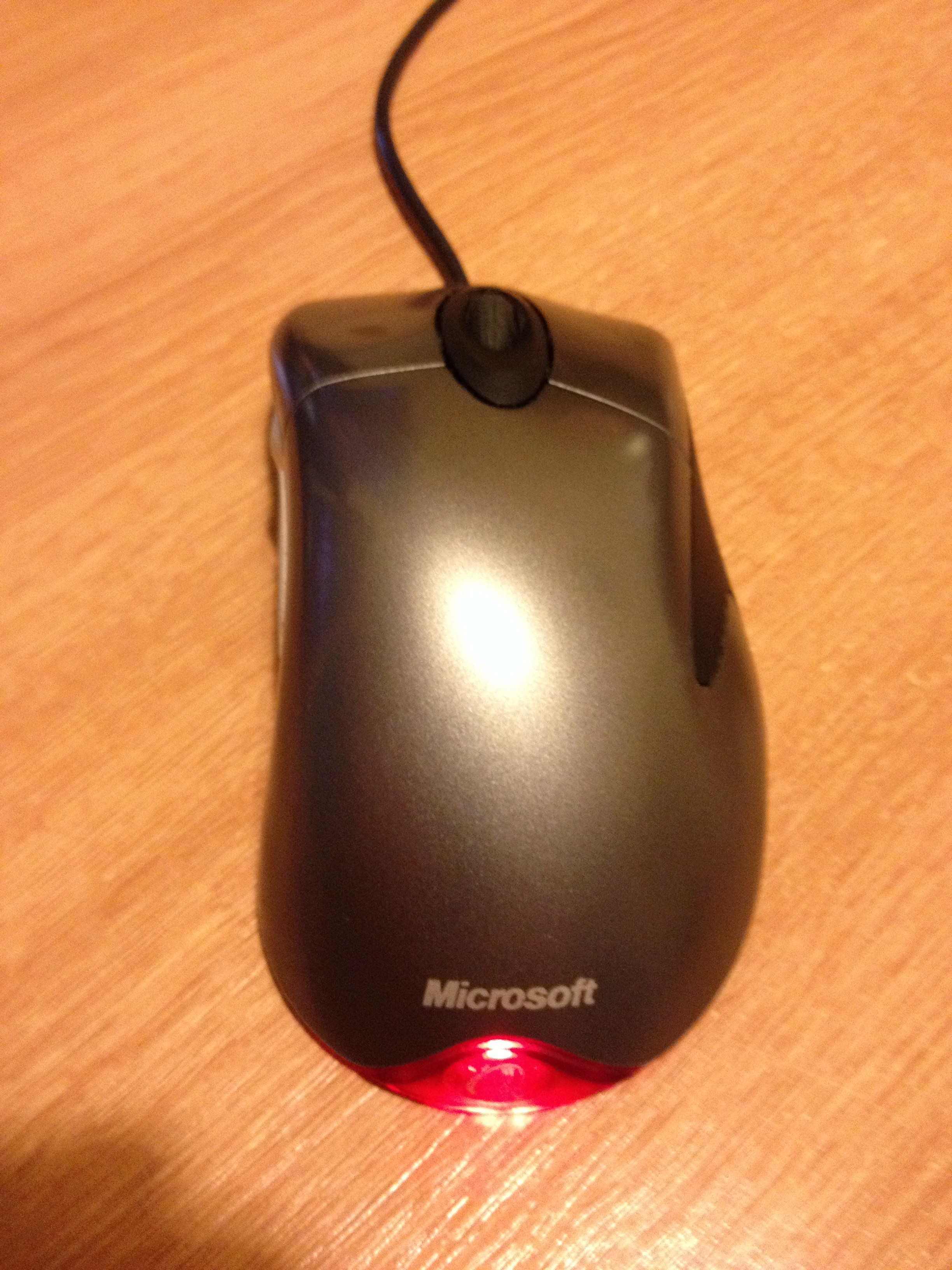
인텔리마우스 익스플로러 3.0

인텔리마우스(IntelliMouse)는 마이크로소프트의 컴퓨터 마우스 시리즈이다. 인텔리마우스 시리즈는 수많은 혁신을 이룬 것으로 평가된다. 마이크로소프트는 스크롤 휠, 광 마우스 및 마우스 측면에 전용 보조 버튼을 도입한 최초의 마우스 공급업체 중 하나이다. 인텔리포인트(IntelliPoint) 드라이버를 사용하며 수년간 주요 경쟁자는 로지텍이었다.